# Гонфалон

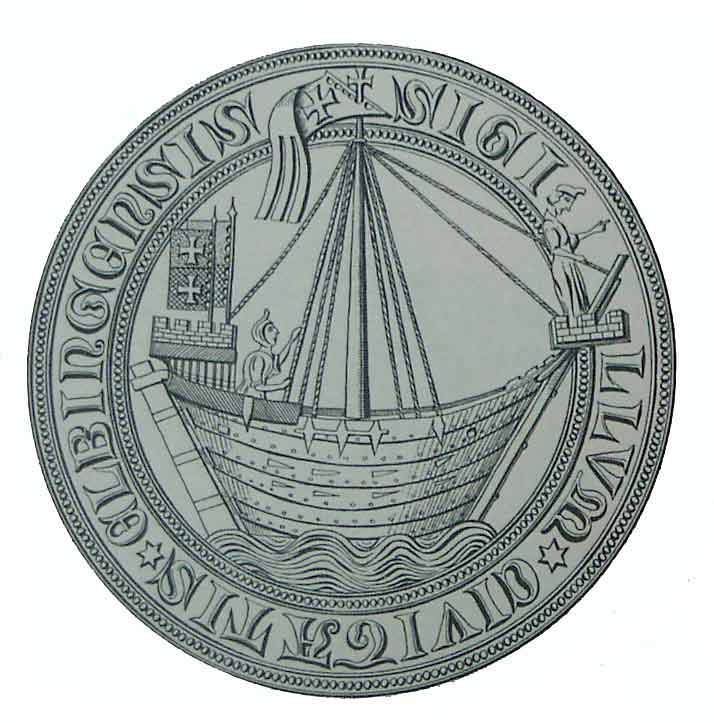
Гонфанон на грот-мачте ганзейского когга. Печать города Эльблонг (1350 год)

Гонфало́н или гонфано́н (итал. Gonfalone, фр. gonfalon, др.-франц. gonfanon. от др.-франк. gundfano, где gund — война, а fano — знамя) —  геральдический флаг прямоугольной формы, всегда заканчивающийся несколькими лентами, вымпелами или полосами.
Гонфалон использовался в военных, церемониальных и религиозных целях. Военные и церемониальные гонфалоны украшались гербом или замысловатым орнаментом, религиозные — изображением святых.
Впервые начал использоваться итальянскими коммунами, позже гильдиями и цехами. Гонфалон получил распространение прежде всего на территории Италии, но также использовался германскими рыцарями в качестве боевого знамени и ганзейскими городами.

## Италия
Итальянцы использовали гонфалон в церемониальных и религиозных шествиях. Каждая коммуна имела собственный гонфалон с изображением своего герба. В исполнении итальянцев гонфалон больше походил на римский вексиллум, так как крепился к поперечной перекладине.
В религиозных целях гонфалоны раскрашивали темпорой или масляными красками, нанося изображения святых покровителей городов, деревень или общин на одну, а иногда и на обе стороны. Так как гонфалон всегда ассоциируется с конкретной группой людей, то иконография могла быть очень необычной и разнообразной.
Гонфалонское братство (Compagnia del G.), основанное в Риме в 1264 году, давало во время Страстной недели драматические представления, изображавшие страдания Христа. Представления были запрещены папой Павлом III в 1549 году.

## Германия

Герб города Шверин с гонфаноном

Гонфанон использовался немецкими рыцарями в качестве личного боевого знамени с соответствующим гербом или символом его обладателя. Также эти знамёна использовались ганзейскими городами, который крепили их на свои суда.
Гонфанон крепился несколькими петлями или кольцами к поперечной перекладине, аналогично итальянским гонфалонам, однако крепление могло быть и прямо к древку наподобие флага.
В более поздний период гонфаноны в Германии были вытеснены военными штандартами, крепившимися прямо к древку и имевшие не квадратную форму с раздвоением на конце.